# Ach du meine Liebe
Ach du meine Liebe ist eine Komödie des Fernsehens der DDR von Georgi Kissimov aus dem Jahr 1984.

## Handlung
Detlev ist Mitte 30, Versicherungsvertreter und lebt noch bei seiner Mutter Hilde. Diese verhätschelt ihn, kontrolliert ihn und vergrault schon beim ersten Besuch seine Freundin Katrin. Detlev versucht es nun mit Hilfe von Herrn Stoff mit einer Heiratsannonce, bekommt überraschend viele Zuschriften und beginnt mehrere Beziehungen mit sehr unterschiedlichen Frauen: Die fürsorgliche Witwe Karin versorgt ihn mit den Anzügen ihres verstorbenen Mannes, die wohlhabende Friseurin Ute möchte am liebsten den ganzen Tag mit ihm im Bett verbringen, die Kulturjournalistin Norma macht ihn mit der Berliner Theaterszene bekannt, und für die erst 19-jährige Andrea ist er ein väterlicher Freund, der sie überzeugt, sich eine neue Frisur und schicke Kleidung zuzulegen.
Detlev verändert sich immer mehr: Der Erfolg bei Frauen macht aus dem nervösen Muttersöhnchen einen souveränen jungen Mann, der Erfolg im Beruf hat und auch seiner Mutter selbstsicherer gegenübertritt. Diese ist zunehmend stolz auf ihren Sohn und denkt sich: „Zehn Freundinnen sind nicht so gefährlich wie eine.“ Es kommt aber auch zu kurzen Konflikten, etwa wenn sich Andrea als Utes Tochter herausstellt oder wenn Normas beste Freundin Kerstin sich plötzlich auch für Detlev interessiert. Schlussendlich heiratet er keine der Frauen, sondern kann sich von allen gütlich wieder trennen und geht weiter auf die Suche.

## Produktion und Veröffentlichung
Der Film wurde in Ost-Berlin gedreht. Viele Ostberliner Sehenswürdigkeiten dienten als Hintergrund für Detlevs erste Treffen mit den Frauen, zum Beispiel der Neptunbrunnen, das Reiterstandbild Friedrichs des Großen Unter den Linden, die Granitschale vor dem Alten Museum oder der Tierpark Friedrichsfelde.
Ach du meine Liebe wurde im DEFA-Studio für Spielfilme in Potsdam-Babelsberg auf ORWO-Color gedreht und am 9. Dezember 1984 zum ersten Mal im 1. Programm des Fernsehens der DDR ausgestrahlt. Die Dramaturgie des Films lag in den Händen von Wolfgang Pieper. 1987 wurde er auch von der ARD ausgestrahlt. Ab 2016 erschien er bei Icestorm Entertainment auf DVD.

## Rezeption
„Anspruchslose (Fernseh-)Unterhaltung“